# Don Winslow of the Coast Guard
Don Winslow of the Coast Guard é um seriado estadunidense de 1943, gênero espionagem e ação, dirigido por Ray Taylor e Lewis D. Collins, em 13 capítulos, estrelado por Don Terry, Walter Sande e Elyse Knox. Foi produzido e distribuído pela Universal Pictures, e veiculou nos cinemas estadunidenses a partir de 6 de abril de 1943.
O seriado foi baseado nas histórias em quadrinhos criadas pelo Comandante Frank V. Martinek, da Marinha dos Estados Unidos, e foi uma sequência do seriado anterior, Don Winslow of the Navy, de 1942, também da Universal Pictures.

## Sinopse
Após servir em Pearl Harbor, o Comandante Naval Don Winslow e seu amigo tenente "Red" Pennington entram na Coast Guard. Lá eles recebem ordens para se dedicar ao trabalho no continente. Winslow descobre que o Escorpião, um fascista, está sob pagamento japonês e definirá o trabalho de base para um ataque japonês na costa do Pacífico. Constantemente em perigo e auxiliado por Mercedes Colby, filha de um almirante da Marinha, investigam bases secretas em ilhas e enfrentam batalhas com submarinos e aviões inimigos.

## Elenco
- Don Terry	 ...	Don Winslow
- Walter Sande	 ...	LTenente 'Red' Pennington
- Elyse Knox	 ...	Mercedes Colby
- Philip Ahn	 ...	Hirota
- June Duprez	 ...	Tasmia
- Edgar Dearing	 ...	Ben Cobb
- Lionel Royce	 ...	Reichter
- Henry Victor	 ...	Heilrich
- Charles Wagenheim	 ...	Mussanti
- Nestor Paiva	 ...	o Escorpião
- Jack Perrin ... Guarda (não-creditado)

## Capítulos
1. Trapped in the Blazing Sea
2. Battling a U-Boat
3. The Crash in the Clouds
4. The Scorpion Strikes
5. A Flaming Target
6. Ramming the Submarine
7. Bombed in the Ocean Depths
8. Blackout Treachery
9. The Torpedo Strikes
10. Blasted from the Skies
11. A Fight to the Death
12. The Death Trap
13. Capturing the Scorpion

Fonte: